# Puck Ahlsell
Puck Erik Herman Ahlsell, född 30 mars 1946 i Göteborg, är en svensk skådespelare. Han är son till regissören Herman Ahlsell och bror till skådespelaren Tom Ahlsell. Sedan 1979 är han gift med skådespelerskan Guje Palm.

## Biografi
Ahlsell utbildades vid Statens scenskola i Göteborg. Efter studierna har han varit engagerad vid stadsteatrarna i Malmö och Göteborg. Han har medverkat i TV-serier som Hem till byn, Vita lögner och Trappen. 1987 engagerades han av Hagge Geigert för en roll i Arsenik och gamla spetsar på Lisebergsteatern. Puck kom att tillhöra Geigerts ensemble under tio år, alltid i sällskap av parhästen Ulf Dohlsten. Tillsammans med Ulf Dohlsten producerade och spelade han ett par egna uppsättningar på Lisebergsteatern bland annat Hasse och Tages lustspel Fröken Fleggmans mustasch och komedin Lösgodis.[källa behövs]

## Filmografi
- 1983 – Mannen utan själ
- 1983 – Profitörerna (TV-serie)
- 1990 – En midsommarnattsdröm
- 1990 – Kurt Olsson - filmen om mitt liv som mig själv
- 1991 – Den goda viljan (TV-serie)
- 1991 – Trappen (TV-serie)
- 1994 – Panik på kliniken
- 1996 – Omaka par
- 1996 – Polisen och pyromanen (TV-serie)
- 1996 – Faust
- 1997 – Hitler och vi på Klamparegatan (dokumentär)
- 1997 – Rika barn leka bäst
- 1999 – Min gud varför har du övergivit mig!!?? (kortfilm)
- 1999 – Vita lögner (TV-serie)
- 1999 – Hem till byn (TV-serie) (till och med 2006)
- 2001 – Sjätte dagen (TV-serie)
- 2003 – Solisterna (TV-serie)
- 2004 – Orka! Orka! (TV-serie)
- 2005 – Saltön (TV-serie)
- 2006 – Grevinnan av Danmark (kortfilm)
- 2009 – Sommaren med Göran

## Teater

### Roller (ej komplett)
| År   | Roll          | Produktion                                                       | Regi            | Teater                |
| ---- | ------------- | ---------------------------------------------------------------- | --------------- | --------------------- |
| 1980 | Lancelot      | Draken Jevgenij Sjvarts                                          | Stefan Böhm     | Fria Proteatern       |
| 1981 | Döden         | Bänken Roland Jansson                                            | Olof Willgren   | Fria Proteatern       |
| 1981 |               | Balladen om Eulenspiegel Günther Weisenborn                      | Jindra Puhony   | Fria Proteatern       |
| 1982 |               | Den blomstertid nu kommer Gunnar Ohrlander                       | Stefan Böhm     | Fria Proteatern       |
| 1983 |               | Sköna Helena Jacques Offenbach, Henri Meilhac och Ludovic Halévy | Olof Willgren   | Fria Proteatern       |
| 1984 | Valerio       | Leonce och Lena Georg Büchner                                    | Martin Berggren | Göteborgs stadsteater |
| 1994 |               | Omaka par Neil Simon                                             | Arne Strömgren  | Lisebergsteatern      |
| 1995 | Brölle        | Husan också! Åke Cato och Mikael Neumann                         | Hans Bergström  | Fredriksdalsteatern   |
| 2005 |               | Hustruskolan Molière                                             | Daniel Benoin   | Göteborgs Stadsteater |
| 2007 | Kung Filip II | Don Carlos Friedrich Schiller                                    | Eva Bergman     | Göteborgs Stadsteater |

### Fotnoter
1. ↑  ”Puck Ahlsell”. Svensk Filmdatabas. http://www.sfi.se/sv/svensk-filmdatabas/Item/?type=PERSON&itemid=180936&iv=OVERVIEW. Läst 18 september 2012.
2. ↑  ”Herman Ahlsell”. IMDb.com. Arkiverad från originalet den 22 oktober 2014. https://web.archive.org/web/20141022142126/http://akas.imdb.com/name/nm0014055/. Läst 18 september 2012.
3. ↑  Sveriges befolkning 1990, DVD-ROM, Riksarkivet SVAR 2011
4. ↑  Bengt Jahnsson (28 september 1980). ”Lysande Fria Pro: Nu sprutar 'Draken' eld”. Dagens Nyheter:  s. 20. http://arkivet.dn.se/tidning/1980-09-28/265/20. Läst 16 september 2017.
5. ↑  Susanne Marko (9 maj 1981). ”'Bänken': Bolmes Bengan bästa behållningen”. Dagens Nyheter:  s. 19. http://arkivet.dn.se/tidning/1981-05-09/124/19. Läst 16 september 2017.
6. ↑  Åke Lundkvist (26 september 1981). ”1500-tal hos Fria Pro: Text och spel i otakt”. Dagens Nyheter:  s. 21. http://arkivet.dn.se/tidning/1981-09-26/261/21. Läst 16 september 2017.
7. ↑  Christina Zaar (6 februari 1982). ”Fria Pro reser sig”. Dagens Nyheter:  s. 46. http://arkivet.dn.se/tidning/1982-02-06/35/46. Läst 16 september 2017.
8. ↑  Susanne Marko (13 februari 1983). ”'Sköna Helena' svämmar över”. Dagens Nyheter:  s. 16. http://arkivet.dn.se/tidning/1983-02-13/42/16. Läst 16 september 2017.
9. ↑  Bengt Jahnsson (21 oktober 1984). ”Orädd teater, fest och bråk i Göteborg”. Dagens Nyheter:  s. 24. http://arkivet.dn.se/tidning/1984-10-21/287/24. Läst 16 september 2017.
10. ↑  Jens Peterson (1 oktober 1994). ”Omaka par - En långkörare för Hagge”. Aftonbladet. Läst 29 juni 2015.
11. ↑  Ingegerd Waaranperä (19 juni 1995). ”Eva Rydberg den enda som håller”. Dagens Nyheter. Arkiverad från originalet den 23 januari 2016. https://web.archive.org/web/20160123162432/http://www.dn.se/arkiv/kultur/eva-rydberg-den-enda-som-haller. Läst 29 juni 2015.